# Окот, Николас
Николас Окот Оконго (англ. Nicholas Okoth Okongo; род. 3 марта 1983, Найроби) — кенийский боксёр, представитель лёгкой и полулёгкой весовых категорий. Выступал за национальную сборную Кении по боксу в 2008—2018 годах, чемпион Африки, бронзовый призёр Африканских игр, победитель и призёр многих турниров международного значения, участник летних Олимпийских игр в Пекине.

## Биография
Николас Окот родился 3 марта 1983 года в Найроби, Кения.
Первого серьёзного успеха на взрослом международном уровне добился в сезоне 2008 года, когда вошёл в основной состав кенийской национальной сборной и побывал на Кубке президента АИБА в Тайбэе, откуда привёз награду бронзового достоинства, выигранную в полулёгком весе. На Африканской олимпийской квалификации в Виндхуке выиграл у всех соперников по турнирной сетке и тем самым прошёл отбор на летние Олимпийские игры в Пекине. На Играх уже в первом поединке категории до 57 кг со счётом 2:6 потерпел поражение от мексиканца Артуро Сантоса Рейеса и сразу же выбыл из борьбы за медали.
После пекинской Олимпиады Окот остался в составе боксёрской команды Кении и продолжил принимать участие в крупнейших международных турнирах. Так, в 2009 году он выступил на чемпионате мира в Милане, где в 1/16 финала полулёгкого веса был остановлен турком Керемом Гюргеном.
В 2010 году дошёл до четвертьфинала на Играх Содружества в Дели.
В 2011 году отметился выступлением на Всемирных военных играх в Рио-де-Жанейро.
На Играх Содружества 2014 года в Глазго выступал в лёгкой весовой категории, был побеждён в четвертьфинале ирландцем Джо Фицпатриком.
В 2015 году завоевал бронзовую медаль на Африканском военном чемпионате в Тунисе, стал бронзовым призёром Африканских игр в Браззавиле, уступив в полуфинале алжирцу Реда Бенбазизу.
Пытался пройти отбор на Олимпийские игры 2016 года в Рио-де-Жанейро, однако на Африканской олимпийской квалификации в Яунде и на Всемирной олимпийской квалификации в Баку выступил недостаточно хорошо.
В 2017 году одержал победу на чемпионате Африки в Браззавиле, принял участие в чемпионате мира в Гамбурге.
В 2018 году отметился выступлением на Играх Содружества в Голд-Косте, стал серебряным призёром Африканского военного чемпионата в Алжире.